# 劉家拳
劉家拳，中国武术流派的一种套路，隶属中國南拳，中山市非物質文化遺產之一。

## 源流
清朝乾隆年間前由廣東人劉生所創，後來由劉三眼及劉青山廣授弟子，因為三人都姓劉，故以劉家拳為這門拳法的名稱。
劉家拳以快速敏捷之『禽蟧（蜘蛛）爪』配合『蝦公腰』著名，強調橋手快速敏捷，腰肢靈活運用，拳法中多項招式需要腰力的配合。徒手套路有劉家五形拳，大運天、小運天、十拳、天邊雁、八圖功，器械套路則有劉家刀、劉家棍等。

## 來源
1. 1 2  .   [2023-01-31]. （原始内容存档于2023-01-31）.